# Olympiade d'échecs de 2010

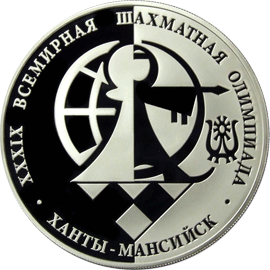
Émission de pièce dédiée à la 39e Olympiade à Khanty-Mansiïsk en 2010.

L'Olympiade d'échecs 2010 est une compétition qui se tient du 19 septembre au 4 octobre 2010 à Khanty-Mansiïsk, en Russie.

## Tournoi open

### Contexte

Équipes participant à l'olympiade de 2010.

Cent quarante-huit équipes représentant 141 nations participent effectivement à la compétition. Les favoris sont la Russie, l'Ukraine, la Chine, l'Azerbaïdjan, la Hongrie et l'Arménie, tenante du titre.

### Résultats
| Classement final | Classement final | Points | + | = | − | Composition de l'équipe                                                     |
| ---------------- | ---------------- | ------ | - | - | - | --------------------------------------------------------------------------- |
| 1er              | Ukraine          | 19     | 8 | 3 | 0 | Ivantchouk, Ponomariov, Eljanov, Efimenko, A. Moïseïenko                    |
| 2e               | Russie 1         | 18     | 8 | 2 | 1 | Kramnik, Grichtchouk, Svidler, Kariakine, Malakhov                          |
| 3e               | Israël           | 17     | 7 | 3 | 1 | Guelfand, Sutovsky, Smirin, Rodshtein, V. Michalevski                       |
| 4e               | Hongrie          | 17     | 8 | 1 | 2 | Lékó, Almasi, J. Polgar, Berkes, Balogh                                     |
| 5e               | Chine            | 16     | 7 | 2 | 2 | Wang Yue, Wang Hao, Bu Xiangzhi, Zhou Jianchao, Li Chao                     |
| 6e               | Russie 2         | 16     | 8 | 0 | 3 | I. Nepomniachtchi, E. Alekseïev, N. Vitiougov, I. Tomachevski, A. Timofeïev |
| 7e               | Arménie          | 16     | 7 | 2 | 2 | L. Aronian, V. Akopian, G. Sargissian, A. Pashikian, A. Grigorian           |
| 8e               | Espagne          | 16     | 7 | 2 | 2 | A. Chirov, F. Vallejo Pons, Salgado López, J. Magem Badals, D. Alsina Leal  |
| 9e               | États-Unis       | 16     | 7 | 2 | 2 | H. Nakamura, G. Kamsky, A. Onischuk, Y. Shulman, R. Hess                    |
| 10e              | France           | 16     | 6 | 4 | 1 | M. Vachier-Lagrave, L. Fressinet, V. Tkachiev, R. Édouard, S. Feller        |

### Médailles individuelles
Vassili Ivantchouk remporte la médaille d'or au premier échiquier devant Levon Aronian et Ian Nepomniachtchi.

Emil Sutovsky remporte la médaille d'or au deuxième échiquier et réalise la meilleure performance Elo (2895) devant Ivantchouk et Aronian.

Vitali Téterev (Biélorussie), Sergueï Kariakine et Sébastien Feller remportent la médaille d'or respectivement au troisième, quatrième et cinquième échiquier.

### Affaire de tricherie concernant l'équipe de France
En décembre 2010, la Fédération française des échecs engage une action disciplinaire contre les grands maîtres internationaux Sébastien Feller et Arnaud Hauchard, respectivement joueur et  capitaine de l'équipe de France, pour des soupçons de « triche organisée, manquement grave à l'éthique sportive, atteinte portée à l'image de l'équipe nationale olympique, dans le cadre du Championnat du monde d'échecs par équipes ». Arnaud Hauchard est soupçonné d'avoir reçu les coups à jouer d'un complice et de les avoir transmis à Sébastien Feller lors de l'Olympiade 2010. Les sanctions prises par la FFE (suspension de Feller pour cinq ans et de Hauchard pour trois ans) seront confirmées par la cour d'appel de Versailles  en novembre 2012.

## Tournoi féminin
L'olympiade est remportée par l'équipe de Russie composée de Tatiana Kosintseva, Nadejda Kosintseva, Alexandra Kosteniouk, Alissa Galliamova et Valentina Gounina.
| Classement final | Classement final | Points | +  | = | - | Composition de l'équipe                                                  |
| ---------------- | ---------------- | ------ | -- | - | - | ------------------------------------------------------------------------ |
| 1er              | Russie 1         | 22     | 11 | 0 | 0 | T. Kosintseva, N. Kosintseva, Kosteniouk, Galliamova, Gounina            |
| 2e               | Chine            | 18     | 9  | 0 | 2 | Hou Yifan, Ju Wenjun, Zhao Xue, Huang Qian, Wang Yu                      |
| 3e               | Géorgie          | 16     | 7  | 2 | 2 | Dzagnidzé, Javakhichvili, Melia, Khoukhachvili, Khotenashvili            |
| 4e               | Cuba             | 16     | 8  | 0 | 3 | Ordaz Valdés, Linares Nápoles, Marrero Lopez, Pina Vega, Arribas Robaina |
| 5e               | États-Unis       | 16     | 7  | 2 | 2 | I. Krush, A. Zatonskih, T. Abrahamyan, C. Baginskaite, S. Foisor         |
| 6e               | Pologne          | 16     | 7  | 2 | 2 | Soćko, Zawadzka, Majdan-Gajewska, Dworakowska, Kądziołka                 |
| 7e               | Azerbaïdjan      | 16     | 8  | 0 | 3 |                                                                          |
| 8e               | Bulgarie         | 16     | 7  | 2 | 2 |                                                                          |
| 9e               | Ukraine          | 15     | 7  | 1 | 3 |                                                                          |
| 10e              | Russie 2         | 15     | 6  | 3 | 2 |                                                                          |

### Résultats individuels
Au premier échiquier Tatiana Kosintseva remporte la médaille d'or devant Zeinab Mamedyarova et Hou Yifan.

La meilleure performance Elo est réalisée par Inna Gaponenko (2691 et médaille d'or au quatrième échiquier) devant Nadejda Kosintseva (médaille d'or au deuxième échiquier) et Ju Wenjun.

Les médailles d'or aux troisième et cinquième échiquiers ont été remportées par Yaniet Marrero-Lopez et Anna Mouzytchouk.